# Döbrököz
Döbrököz is een plaats (község) en gemeente in het Hongaarse comitaat Tolna. Döbrököz telt 2163 inwoners (2001).